# GPU-Z
GPU-Z je počítačový program na detekci procesoru grafické karty (GPU), který dokáže také zobrazit doplňkové informace o základní desce apod. GPU-Z je určen pro systémy Microsoft Windows a je zdarma. Program podporuje grafické karty NVIDIA, AMD a Intel. V současné době (1/2021) je aktuální GPU-Z verze 2.0.0.
GPU-Z je přenosná (portable) aplikace, není potřeba ji instalovat, stačí pouze spustit.
GPU-Z byl inspirován podobným nástrojem CPU-Z.